# Pałac w Orzeszu
Pałac w Orzeszu – wybudowany w XIX w., w miejscowości Orzesze, usytuowany w dzielnicy Woszczyce. Stoi niedaleko drogi krajowej nr 81.

## Historia
Pałac zbudowany w stylu neobarokowym. Jest to budynek parterowy, murowany, z mansardą i elewacjami zdobionymi piękną sztukaterią. Od frontu balkon z balustradą na wysokości piętra, podparty czterema kolumnami. Odremontowany i zagospodarowany w latach dziewięćdziesiątych XX w.